# تل ليندمان
تل ليندمان (بالألمانية: Till Lindemann)‏ (مواليد 4 يناير 1963) مغني، كاتب أغاني، موسيقي ،ممثل وشاعر ألماني. هو المغني الرئيسي لفرقة رامشتاين يشتهر ببنيته العضلية وعروضه الفريدة ويعرف بكلمات أغانيه الجريئة والتي بعضاً منها سبب جدل في جميع أنحاء العالم،رامشتاين باعت أكثر من 45 مليون نسخة و 5 من ألبوماتهم حازت على الشهادة البلاتينية.

## روابط خارجية
- تل ليندمان على موقع IMDb (الإنجليزية)
- تل ليندمان على موقع ألو سيني (الفرنسية)
- تل ليندمان على موقع ميوزك برينز (الإنجليزية)
- تل ليندمان على موقع قاعدة بيانات الأفلام السويدية (السويدية)
- تل ليندمان على موقع إن إن دي بي (الإنجليزية)
- تل ليندمان على موقع أول ميوزيك (الإنجليزية)
- تل ليندمان على موقع أول ميوزيك (الإنجليزية)
- تل ليندمان على موقع ديسكوغز (الإنجليزية)
- تل ليندمان على موقع قاعدة بيانات الفيلم (الإنجليزية)
- تل ليندمان على موقع كينوبويسك (الروسية)